# 夜会服 (小説)
『夜会服』（やかいふく）は、三島由紀夫の長編小説。華族時代の西欧式社交パーティーに夢中になる母親と、その「夜会服」の世界に反抗する息子との間で、板挟みになる嫁が葛藤する三角関係の嫁姑物語。乗馬や様々な風俗を盛り込みながら、嫁となる娘の婚約から新婚時代の心理劇が娯楽的な趣で綴られていく中にも、「夜会服」の世界の中で万能の能力を備えた青年のジレンマと虚無が、明治以来から西欧社会に倣わざるを得ない近代日本の本音と建前に暗喩されて描かれている。
1966年（昭和41年）、雑誌『マドモアゼル』9月号から翌年1967年（昭和42年）8月号に連載された。単行本は同年9月30日に集英社より刊行された。文庫版は角川文庫で刊行されている。

## 作品背景
『夜会服』の主要登場人物たちは馬術をしているが、馬術をする女性の美しさについて、三島は次のように語っている。
なお、乗馬を題材にした作品は『夜会服』の他にも、短編『鴛鴦』や『遠乗会』、『白鳥』、戯曲『大障碍』などがある。

## あらすじ
稲垣製薬社長の娘・稲垣絢子は、同じ乗馬クラブの滝川夫人に見初められ、ある秋晴れの日の馬術競技会で夫人の息子・滝川俊男に引き合わされた。滝川夫人は亡夫に恩がある松本製薬老社長を介し、息子と絢子の縁談をどんどん進め、11月半ばに両家の見合いも済ませた。俊男と絢子は婚約し、来春の絢子の大学卒業後に結婚することになった。滝川夫人の亡夫は外交官で、夫人の実父の元男爵は昔、M財閥の大番頭で大蔵大臣をしたことのある人物だった。俊男も有能な会社員で、スポーツ万能で知性も教養もある青年だった。絢子の父は娘の婚約に満足した。
絢子と俊男が婚約すると、さっそく滝川夫人はアメリカ人実業家の晩餐会で2人を紹介したり、自宅で開く午餐（昼食会）に絢子を参加させたりした。そんな社交界のパーティーにうんざりしていた俊男は、母が絢子を引き回すのを苦々しく思っていたが、仕方なく従ってもいた。俊男は子供の頃から社交界に参加し、何ヶ国語も話せ、博識で機知に富み西洋人との社交にも長けていたが、そういう付き合いが嫌いだった。万能な俊男だったが、自分は独りぼっちだと絢子に洩らした。俊男は絢子と結婚したら、夜会服の世界と離れたいと思っていた。絢子はそんな俊男に従いたかったが、滝川夫人に高価なドレスを作ってもらったり親切にされ、夫人にも逆らえなかった。
正月に絢子は振袖で滝川家に年始に行った。正月らしさのない夫人はブリッジ遊びで留守だった。俊男の書斎で2人が戯れ、絢子が抱きしめられているところを、帰宅した夫人に見つかった。それを機に、絢子の卒業を待たずに2人を早く結婚させることが、半ば強引に滝川夫人の意向で決められた。盛大な結婚披露宴は、滝川夫人が突然泣き出すというハプニングがあったが何とか無事に終わり、俊男と絢子はハワイへの新婚旅行へ旅立った。旅行中、2人は変な中年アメリカ人夫婦につきまとわれ、食事に招かれ聞きたくもない夫婦のなれそめ話や、妻が浮気し一波瀾あった昔話を延々と聞かされた。俊男と絢子は2人の時間を邪魔され困ったが、それ以外は楽しい旅行だった。
帰国し、郊外のマンション8階の新居での2人の新婚生活は、しばらくは誰にも邪魔されず愛の日々が続いた。3月半ば、絢子は夫の承諾を得て乗馬クラブへ久しぶりに行った。姑の滝川夫人も乗馬に来ていた。夫人は表面的にはにこやかだが、何となく絢子に対する感じが微妙に変わっていた。夫人は、俊男が一昨日の夜に訪ねて来たと言ったが、絢子は夫からそんなことは聞いていなかった。夫人はまるで俊男が隠し事をする癖があるかのような含みを持たせ、絢子に注意を促した。その晩、絢子は俊男に一昨日実家に立ち寄ったのかを、さりげなく訊ねたが俊男は否定した。俊男は友人の商談の用事で、アメリカ人実業家に伝手のある母親に電話をしただけのことだった。俊男は母の嘘や心理的な企みに怒ったが、絢子はなんとか夫をなだめた。
滝川夫人から、さ来週にスペイン大使やスイス大使を招いたディナーパーティーを自宅で開くと言われた絢子は、夫人と一緒に新しいイブニングドレスを作るため、オートクチュールの「宮村」に行った。パーティーは花山妃殿下を主賓にしたものだった。生地とデザインを決め、レストランで昼食中、夫人はさっき「宮村」にいた35歳くらいの色っぽい美人客について語り出した。彼女は或るセメント会社の老社長の後妻で、社長の妾時代には俊男を誘惑し、俊男が夢中になっていた元芸者だという。絢子はその話を聞くと、みるみる涙を流し出した。滝川夫人は、私はあなたの味方よと明るく励ましたが、絢子の心を真暗にしたのは当の滝川夫人であった。理知的な絢子はそれを誰にも相談せずに、俊男にも姑と会ったことを言わなかった。
パーティーには俊男も渋々参加を承諾し、絢子は当日の夕方、新しいイブニングドレスを着て夫の帰宅を待った。会社から帰宅した俊男は美しい絢子を褒めたが、妻があれから再び母と会ったことを黙っていたことにこだわった。そして母が再び自分たちの仲に水をさすようなことを言わなかったか問いただした。元芸者の女の話を聞いた俊男は、そんな嘘を絢子に吹き込んだ母の悪意に激昂し、はっきり母に言ってやると息巻いた。女との関係を強く否定したことに安心した絢子は、必死に俊男をなだめた。だが俊男は、直接抗議は回避するが絶対にパーティーを欠席すると宣言し、絢子もそれに従うしかなくなった。俊男は自分が身につけた能力は結局は金で買われたものにすぎないと言い、その万能の能力も嘘といつわりの夜会服の世界にしか発揮できず、金に養われているだけだと嘆いた。2人はわざと着古した普段着でニンニク臭い朝鮮焼肉の店に行き、パーティーをすっぽかした。
息子夫婦に裏切られたことを知った滝川夫人は、仲人をした松本老社長に絢子の悪口をさんざん捲し立て、2人を離婚させなければ私は自殺すると息巻いた。俊男と絢子は窮地に立たされた。俊男は花山妃殿下邸に赴き、母と自分たちの絶縁状態の相談も兼ねてパーティー欠席のお詫びに伺った。妃殿下はパーティーのことなど全く気にしておらず、逆に若夫婦の窮地を救ってくれた。50歳の妃殿下自身もかつて嫁姑問題で苦労があり、両者の気持ちがわかるお立場だった。妃殿下は御自身が総裁をしている身障者国際救済機関のコンパニオンに滝川夫人を採用し、近々行く予定のロンドン大会に連れていくと言った。
妃殿下から直々のコンパニオン依頼に、滝川夫人は鼓舞し二つ返事で承諾した。息子夫婦の離婚話どころでなくなった。絢子は、オートクチュールの「宮村」でドレス選びに忙殺されている滝川夫人に差し入れのサンドイッチを作って渡しに行った。パーティーをすっぽかしたことを謝る絢子に滝川夫人は、自分が今まで自分自身の淋しさを認められずに、それを息子夫婦のせいにしていたことを語り出した。絢子は姑を自分と同じ1人の女性として見て、素直に感動し夫人と和解ができた。そして夫人が帰国したら歓迎会をする約束をした。滝川夫人は涙を払っていきいきとして言った。「主賓はもちろん花山妃殿下、ディナーは昔風に、ダブル・コースにしてもよろしいわ。…みんな夜会服で、夜の2時3時まで1人としてお客様が帰りたがらない、すばらしいパーティーにしましょうね」

## 登場人物
稲垣絢子
素直で人のいうことをまっすぐに受け取る善良で気品のある娘。人好きのする愛らしい和やかな顔立ち。日に焼けにくい白い、きめのこまかい肌。どんな洋服もぴったりと体に合うスタイルのいい健康的な体型。帝国乗馬クラブの新入り。両親と弟と暮らす大学生だが、在学中に滝川俊男と婚約し結婚する。
滝川俊男
29歳。長身で、浅黒い引締まった顔で濃い黒目。旧M財閥系の軽金属の会社に勤務している。知的教養があり博識で、テニスで国体の選手にもなったことがある完璧な男。なんでも万能にこなすが、母親の社交界の付き合いが大嫌い。気むずかしく我儘で孤独なところがある。自分が一番ちやほやされる社交界の雰囲気を、何ものよりも憎んでいる。祖父（母親の父）・正木男爵は30年前の二・二六事件の将校たちから命を狙われていたが、事前に情報を買い身をかわした。
滝川夫人
滝川俊男の母。未亡人。明るく陽気でいつも快晴のような声。上流夫人の堂々とした格式を保ちつつも、身分の分け隔てなく接し、同じ口の利き方をする。誰にでも思い遣りがある。馬術の腕前が高く横鞍が出来る。亡夫・滝川英亮は各国大使を歴任していた。実家の父・正木男爵は昔のM財閥の大番頭で、大蔵大臣を務めた。大の社交パーティー好き。古風なイギリス風な洋館に住み、時折自宅で社交界の人たちを招く。自分に有利なことや嬉しいことはしゃにむに信じ込み、一旦これが裏返ると無際限に疑惑のとりこになる性格。
稲垣保
絢子の父。稲垣薬品の創業者。俊敏な実業家。上流社会へのあこがれを持っている。父親（絢子の祖父）は、戦前或る財閥家の使用人で会計係をしていた。
松本製薬の老社長
薬品業界のボス的人物で、稲垣保は頭が上らない。話術と政治力に長けている。滝川英亮に世話になったことがあり、滝川夫人から俊男と稲垣絢子との縁談を頼まれる。2人の結婚披露宴では仲人を務める。
稲垣久子
絢子の母。何事も夫に従う性質だが、時折自分の意見をさりげなく言う。パーティー好きの滝川夫人に振り回される娘を可哀想に思う。歌舞伎好き。
稲垣一郎
絢子の弟。大学一年生。姉と俊男の見合いを兼ねた両家のお茶会に、自分だけ招かれないのをひがむ。最初は姉の縁談に反対気味だったが、俊男と会うと大賛成となる。
帝国乗馬クラブ近くの小学校の校長
小学校の運動会と乗馬クラブの馬術競技会の日が重なり、クラブ側から、当日花火を鳴らすなと頼まれる。校長は、一生に一度しかない子供たちの思い出のために拒否するが、宮様たちもお出でなると言われ渋々と承諾する。しかし当日、運動会開幕の花火を華々しく鳴らす。
帝国乗馬クラブの事務総長
滝川夫人と絢子が会員となっている乗馬クラブの総長。近くの小学校の校長が約束を破って花火を鳴らすのではないかと、運動会に監視役のスパイを潜入させる。
宮森康子
絢子の乗馬クラブの知人。足が太い。はちきれそうな赤い頬。絢子と一緒に馬術競技会の受付案内係を担当する。
フィリップス夫人
英国大使館参事官夫人。背の高い痩せた、とうもろこしのような中年女性。微笑に気品があり、日本語が巧く日本通。夫人の招いたお茶会という名目で俊男と絢子のお見合いが遂行。
絢子の大学の級友たち
絢子から美男子の許婚を紹介され、露骨に嫉妬を示し、お為ごかしを言う。
アメリカ人の実業家
大会社の社長。初老の大男。酒顚童子みたいな図体風貌。社長らしい我儘放題で自分の気に入った人間だけそばへ引き寄せ、自分だけ延々と喋る。相手に喋らすのは質問の答えだけ。まれに効果的にニヤっと白い歯を出して笑う微笑の魅力を効果的に使う。
伊東市の乗馬クラブの教官
滝川家が会員の大室山にある乗馬クラブの教官。
ソールスベリー伯爵夫人
英国の王立馬術協会の理事。ファーストネームはイディス。鼻が丸く赤ら顔でアメリカの田舎町の女教員のような夫人。センスのない派手な花もようのプリントの代物ドレスで、背中が人参色でそばかすだらけ。英国風の長広舌。
杉山元男爵
滝川英亮の親友だった華族出の元イタリア大使。外人には今も男爵と呼ばれている。夫人はむかしの枢密顧問官の娘で宮中に縁の深い家柄。夫妻の銀婚式には宮家の妃殿下も出席する。住いは麻布にある。
ナンシー・マクドナルド
ハワイの新婚旅行で絢子と俊男が出会った同じホテルのアメリカ人のおばさん。夫と2人で立川市に住んでいるという。夫と一緒に俊男夫婦にフレンドリーにつきまとい、自分たちのなれそめ話や身の上話をする。
ジョージ・マクドナルド大佐
ナンシーの夫。怖い顔をしたものすごい大男の中年アメリカ人。人の話を一切聞いていない。何でも説教調で話し、ものすごく親切で人を子供扱いにする。背中まで逆巻く毛に覆われたものすごい体。夫婦は銀婚式に達していて、娘は婚約者とニューヨークで働き、息子はミシガンの大学生だという。美人の娘とハンサムな息子だと自慢し写真を見せるが、どうみても普通の容貌。酔うと急激にだらしない顔に変化する。朝鮮戦争で派遣されている期間に、妻に浮気をされ、相手の銀行員の男を威嚇した武勇伝を持つ。
テレーズ
アロハを着たフランス人の老紳士。夫婦でハワイ旅行に来ている。俊男たちと同じように、マクドナルド大佐夫婦につきまとわれた。
宮村
ファッションデザイナー。固定客だけを相手にマンションの8階で、オートクチュールの店をやっている。奥様連中にいけぞんざいな口調でファッションのアドバイスをし、「先生」と呼ばれている。先生が寄ってきて口数多く喋るだけで奥様客はありがたがる。
「宮村」のお得意客の美人
30代後半の痩せ形で、サーモン・ピンクのスーツを着た美人。落着いた色気と、ほのかに微笑した目元の色っぽさが抜群の元芸者。仙田セメントの77歳の社長・仙田豪太郎の後妻。先妻存命中は仙田の妾。彼女が妾時代に俊男を誘惑して彼をとりこにしていたという話を、絢子は姑・滝川夫人から聞かされる。
花山宮妃殿下
50歳。若々しく美しく品位と優雅さのある妃殿下。15年前に背宮を失ってから、ずっと社会事業に献身。誰一人として尊敬せぬ人のない立派な毎日を送っている。昔の御殿は財産税で処分されホテルになったが、敷地の一角にのこるフランス風の離家に和服を着て住んでいる。戦前そのまま羽織袴の執事がいる。

## 作品評価・研究
『夜会服』は作品全体としての評価はあまり芳しくなく、娯楽小説として分類されているが、登場人物の心理の描写力は評価されている傾向がある。
松本鶴雄は、『夜会服』を「上流階級を扱った心理葛藤劇で、所々『クレーヴの奥方』を思わせる光った描写もあるが、全体はメロドラマの通俗小説」と評し、鈴木靖子は、「人物の心理的葛藤が巧みに描かれているが、カタカナ外国語が随所にみられ、括弧付きの解説が施されていて、それが文章に生硬な感じを与えているのは否めない」と述べている。
篠田一士は、登場人物の描き方や扱い方に見られる三島の「劇的才能」を評価し、特に最後の花山宮妃の登場を、「作劇術で、デウス・エクス・マキーナという、便利だが、きわめて危険な方法」と解説し、演劇の演出と関連させている。
田中和生は、「勤勉な作家」であった三島を、「敗戦後の日本が焼け跡から回復して高度成長を実現し、〈東洋の奇跡〉と呼ばれる戦後復興をなしとげたことを思わせるようなきまじめでひたむきな勤勉さだった」と表現し、それは明治期の森鷗外さながら、「敗戦後の日本に生きた三島由紀夫はおそらく自分が原稿用紙に記す一字一字が戦後日本をつくりあげていくという使命感をもっていた」と述べ、そんな三島の「勤勉さが惜しげもなく注がれた純文学としての短編や長編」の次に、21世紀において新しい読み方が期待されるのが、三島が純文学の余剰に気軽に執筆した「娯楽小説」かもしれないとして、『夜会服』もその一冊だとしている。
そして『夜会服』の〈俊男〉は、母の〈滝川夫人〉の生き甲斐である〈夜会服〉の世界（日本の近代化を象徴する場）に批判的で、〈絢子〉との結婚を機に、そこから自由になろうとしているが、「近代そのもの」から逃れることは不可能であり、〈俊男〉の「どこか虚無的でありながら近代社会における万能の力をもっているように見える男性の魅力は、日本の近代化の矛盾を体現するかたちで造形されているところ」にあり、〈俊男〉の万能は西欧文化を模倣した世界で得られたもので、彼自身がその〈夜会服〉の世界（建前としての日本）における「本音を奪われたロボット」を意味していると田中は説明し、こうした〈俊男〉の人物造形には、「三島由紀夫の自己イメージ」が投影され、三島は〈俊男〉を描きつつ、「戦後日本という〈夜会服〉の世界から出ることができず、本音を隠して建前をなぞるかのように生きざるをえない自らの存在の悲哀を深く感じていたかもしれない」と考察している。
また、そうした「現実的すぎる悲哀を和らげる場面」が、世界で翻訳されうる三島の純文学では書かないような造形方法で、西欧人たちが「醜悪で滑稽なもの」として描かれているところに散見され、彼らが一様に「欺瞞と耐えがたい特徴をそなえた人物たち」となっているのを田中は指摘し、さらにもう一つの「現実的すぎる悲哀を和らげる場面」は、物語の末尾で〈俊男〉と〈絢子〉を救い、「〈俊男〉の本音を聞き届けてくれる〈宮様〉の存在」だとし、以下のように解説している。

## 派生作品
岡山典弘は、村上春樹の『ねじまき鳥クロニクル』に『夜会服』と類似する描写があることに着目し、『ねじまき鳥のクロニクル』に登場する服飾デザイナーのナツメグのスタジオ（オフィスビルの6階）に訪れ、ナツメグに「仮縫い」される富裕層の中年の女性客たちと、『夜会服』でオートクチュールの宮村（マンションの8階）で仮縫いのために順番を待つ一流の奥様連中の設定の類似性をみながら、村上が三島の表現から何らかのヒントを得ていたことを考察している。ちなみに村上の『羊をめぐる冒険』が三島の『夏子の冒険』の書き換えであることは複数の評論家から指摘されている（詳細は夏子の冒険を参照）。

## おもな刊行本
- 『夜会服』（集英社、1967年9月30日） NCID BN14303800
  - 装幀：宇野亜喜良。紙装。機械函。桃色帯。238頁
  - ※ 1973年5月15日発行の2刷で並製薄表紙から上製厚表紙に改装、帯変更。
- 『夜会服』（集英社コンパクト・ブックス、1968年11月25日）
  - カバー絵：ワシリー・カンディンスキー「増殖する黒」。紙装。橙色帯。帯（裏）に著者肖像写真、略歴。
- 文庫版『夜会服』（集英社文庫、1977年11月30日）
  - カバー装幀：毛利彰。解説：篠田一士
- 文庫版『夜会服』（角川文庫、2009年10月25日）
  - カバー装幀：國枝達也。橙色帯。
  - 解説：田中和生「愛すべき三島由紀夫の避難場所」

### 全集収録
- 『三島由紀夫全集16巻（小説XVI）』（新潮社、1974年8月25日）
  - 装幀：杉山寧。四六判。背革紙継ぎ装。貼函。
  - 月報：高梨豊「写真記」。《評伝・三島由紀夫 16》佐伯彰一「伝記と評伝（その7）」。《同時代評から 16》虫明亜呂無「『鏡子の家』などをめぐって」
  - 収録作品：「三島由紀夫レター教室」「夜会服」「命売ります」
  - ※ 同一内容で豪華限定版（装幀：杉山寧。総革装。天金。緑革貼函。段ボール夫婦外函。A5変型版。本文2色刷）が1,000部あり。
- 『決定版 三島由紀夫全集11巻 長編11』（新潮社、2001年10月10日）
  - 装幀：新潮社装幀室。装画：柄澤齊。四六判。貼函。布クロス装。丸背。箔押し2色。
  - 月報：［「創作ノート」の楽しみ1］井上隆史「もう一つの『鏡子の家』」。［小説の創り方11］田中美代子「理想の結婚（「音楽」「三島由紀夫レター教室」「夜会服」）」
  - 収録作品：「音楽」「三島由紀夫レター教室」「夜会服」「『音楽』創作ノート」